# ディズニーホテル ダイニングガイド
ディズニーホテル ダイニングガイド（Disney Hotels Dining Guide）は、東京ディズニーリゾートが発行するフリーペーパーである。不定期発行だが、主に2～3か月に1回発行される。2004年7月創刊。
当初は、東京ディズニーシー・ホテルミラコスタ、ディズニーアンバサダーホテル、パーム&ファウンテンテラスホテルの宿泊者向けに客室に置いてあった。現在では、上記ホテルのロビーやディズニーストアで配布されている。また、パーム&ファウンテンテラスホテル近隣の住居に配布されることもある。

## 概要
三つ折りでA4判の小冊子。創刊から数号は、シェフの服装をしたミッキーマウスと男女のシェフが料理をしている写真が表紙を飾っていた。

## 内容
東京ディズニーシー・ホテルミラコスタ、ディズニーアンバサダーホテル、パーム&ファウンテンテラスホテルのレストランの紹介。および、東京ディズニーランド、東京ディズニーシーのスペシャルイベントに合わせたスペシャルメニューの紹介、ドリンクチケットなどが記載されている。